# 四碘化钛
四碘化钛是钛的碘化物，化学式为TiI4。它为分子晶体，分子为正四面体构型，钛(IV)占中心。它可在常压下蒸馏而不分解，并且它与TiCl4的熔点差异(150°C与-24°C)也与CCl4和CI4的熔点差异(-23°C与168°C)类似，表明碘化物中存在的强分子间作用力。

## 生产
四碘化钛可通过以下三种方法生产：
1) 单质425°C下在管式炉中化合：
Ti + 2 I2  →  TiI4
相应的可逆反应可用于生产高纯的金属钛。
2) 四氯化钛与HI进行复分解反应：
TiCl4 + 4 HI  →  TiI4 + 4 HCl
3) 二氧化钛与碘化铝进行复分解反应：
3 TiO2 + 4 AlI3  →  3 TiI4  +  2 Al2O3

## 反应
四碘化钛与四氯化钛和四溴化钛类似，作为路易斯酸，与路易斯碱生成加合物，也可发生还原反应。金属钛存在下还原，得到Ti(III)和Ti(II)的聚合物，如CsTi2I7及链状的CsTiI3。其CH2Cl2溶液与烯烃和炔烃反应，生成有机碘化物。